# Équipe du Sri Lanka féminine de basket-ball
Cet article traite de l'équipe féminine. Pour l'équipe masculine, voir Équipe du Sri Lanka masculine de basket-ball.
Maillots
L'équipe du Sri Lanka féminine de basket-ball est l'équipe nationale qui représente le Sri Lanka dans les compétitions internationales féminine de basket-ball. Elle est placée sous l'égide de la Fédération du Sri Lanka de basket-ball (Sri Lanka Basketball Federation ou SLBF). L'équipe est affiliée à la FIBA depuis 1959.